# 尖耳球虫
尖耳球虫（学名：Otosphaera auriculata）为胶球虫科耳球虫属的动物。分布于中太平洋、印度洋，包括东海等海域。